# Karl Wilhelm Ammon
 (décembre 2023).
Si vous disposez d'ouvrages ou d'articles de référence ou si vous connaissez des sites web de qualité traitant du thème abordé ici, merci de compléter l'article en donnant les références utiles à sa vérifiabilité et en les liant à la section « Notes et références ».
Karl Wilhelm Ammon (né en 1777 à Trakehnen ; mort en 1842 à Ansbach) est un écrivain hippologue.
Ammon est le frère aîné de l'éleveur de chevaux et écrivain Georg Gottlieb Ammon (de). Après avoir étudié la médecine vétérinaire, Ammon a été employé comme vétérinaire pour chevaux haras Ansbach à Ölhaus, en 1797. Plus tard, il fut appelé à Ansbach comme médecin au tribunal.
En 1813, Ammon est devenu maître de chapelle de la cour bavaroise à Rohrenfels, près de Neubourg-sur-le-Danube.

## Œuvres
- Allgemeines Hausvieharzneibuch oder vollständiger Unterricht, wie man die Krankheiten der Pferde, des Rindviehes, der Schaafe, Schweine, Hunde und des Federviehes, auf die leichteste und wohlfeilste Art heilen kann. Zum Gebrauche für angehende Thierärzte, Ökonomen und Landleute, Karger, Munich, 1985 (réimpression de l'édition d'Ansbach, 1831).
- Nachrichten von der Pferdezucht der Araber und den arabischen Pferden. Nebst einem Anhange über die Pferdezucht in Persien, Turkomanien und der Berberei, Olms, Hildesheim, 2004  (ISBN 3-487-12602-8) (réimpression de l'édition de Nürnberg, 1834).
- Über Verbesserung und Veredelung der Landespferdezucht durch Landesgestütanstalten, Riegel & Wiessner, Nürnberg, 1829–31, 3 vol.
- Georg Friedrich Sebald, Vollständige Naturgeschichte des Pferdes. Mit besonderer Hinsicht auf die Litteratur dieses Gegenstandes dargestellt, Gassert, Ansbach, 1815.